# Eugen Sandow
Eugen Sandow, született Friedrich Wilhelm Müller (Königsberg, 1867. április 2. – London, 1925. október 14.) német származású testépítő és mutatványos. Tízévesen kezdett el érdeklődni a testépítés iránt egy olaszországi látogatás során. Egy rövid ideig cirkuszban dolgozott, majd Ludwig Durlacher erőművésznél tanult. Durlacher javaslatára erősember-versenyeken vett részt a kor jeles erőművészei ellen.
Nagy sikerű amerikai turnéi során a közönség megcsodálhatta izmait, ő maga pedig meggazdagodott. Vagyonából Angliában számos, a testi egészséget, az edzettséget előtérbe helyező vállalkozást indított. Többek között létrehozta a Testgyakorló Intézetet (egyfajta edzőtermet, ahol testgyakorlást, súlyzós edzést oktatott és étkezési tanácsokat is adott), számos edzőfelszerelést és terméket népszerűsített. 1901-ben ő rendezte meg az első nagyszabású testépítőversenyt a Royal Albert Hallban, ahol a zsűri tagjai között volt Arthur Conan Doyle és Charles Lawes-Wittewronge sportoló-szobrász is.
Sandowt „a modern testépítés atyjaként” szokták emlegetni.

## Gyermek- és fiatalkora
Königsbergben született 1867. április 2-án zsidó származású családba, apja német, anyja orosz felmenőkkel rendelkezett. Bár szülei zsidónak születtek, evangélikusok lettek és azt akarták, hogy fiukból evangélikus lelkész legyen. Tízévesen látogatott Olaszországba, ahol a görög testideált megtestesítő szobrok „felnyitották a szemét”. 1885-ben elhagyta Poroszországot, hogy elkerülje a katonai szolgálatot és cirkuszi művészként utazgatott Európában, Eugen Sandow művésznéven. Anyja lánykori nevét (Sandov) németesítette a művésznevéhez.
Brüsszelben találkozott az „Attila professzor” néven ismert Ludwig Durlacher erőművésszel és tanulni kezdett tőle. Durlacher javaslatára Londonba utazott, hogy erőversenyeken vett részt, a kor elismert erőemberei, Charles Sampson, Frank Bienkowski és Henry McCannellen ellen. Mutatványaiban Sandow kábeleket, láncokat szakított szét, embereket emelgetett, erőtesztelő gépeket tört ripityára. A műsora előtt egy emelvényre állt és pózolt, ahol különféle megvilágításban tekinthette meg a közönség az izmait, szinte hasonló módon a modern testépítő-versenyekhez.

## Élete és pályafutása
Florenz Ziegfeld az 1893-as chicagói világkiállításon akarta bemutatni Sandowt, de tudta, hogy Sandow Maurice Grauval áll szerződésben. Grau heti ezer dollárt kért, amit Ziegfield nem tudott garantálni, de beleegyezett a bevétel 10%-ának átadásába. 1894-ben az Edison Studios rövidfilmeket készített róla kinetoszkóp-vetítésekhez, melyeken Sandow az izmait kiemelendő, pózokat mutat be. Sandow turnéra indult az Egyesült Államokban, 1894 áprilisában a San Franciscó-i Golden Gate parkban mutatta meg izmait. Dudley Sargent, a Harvard Egyetem testnevelője úgy vélte, Sandow a férfiasság legfigyelemreméltóbb példánya. Hírneve nőttön-nőtt, mire elhagyta Amerikát, már negyedmillió dollárt keresett.

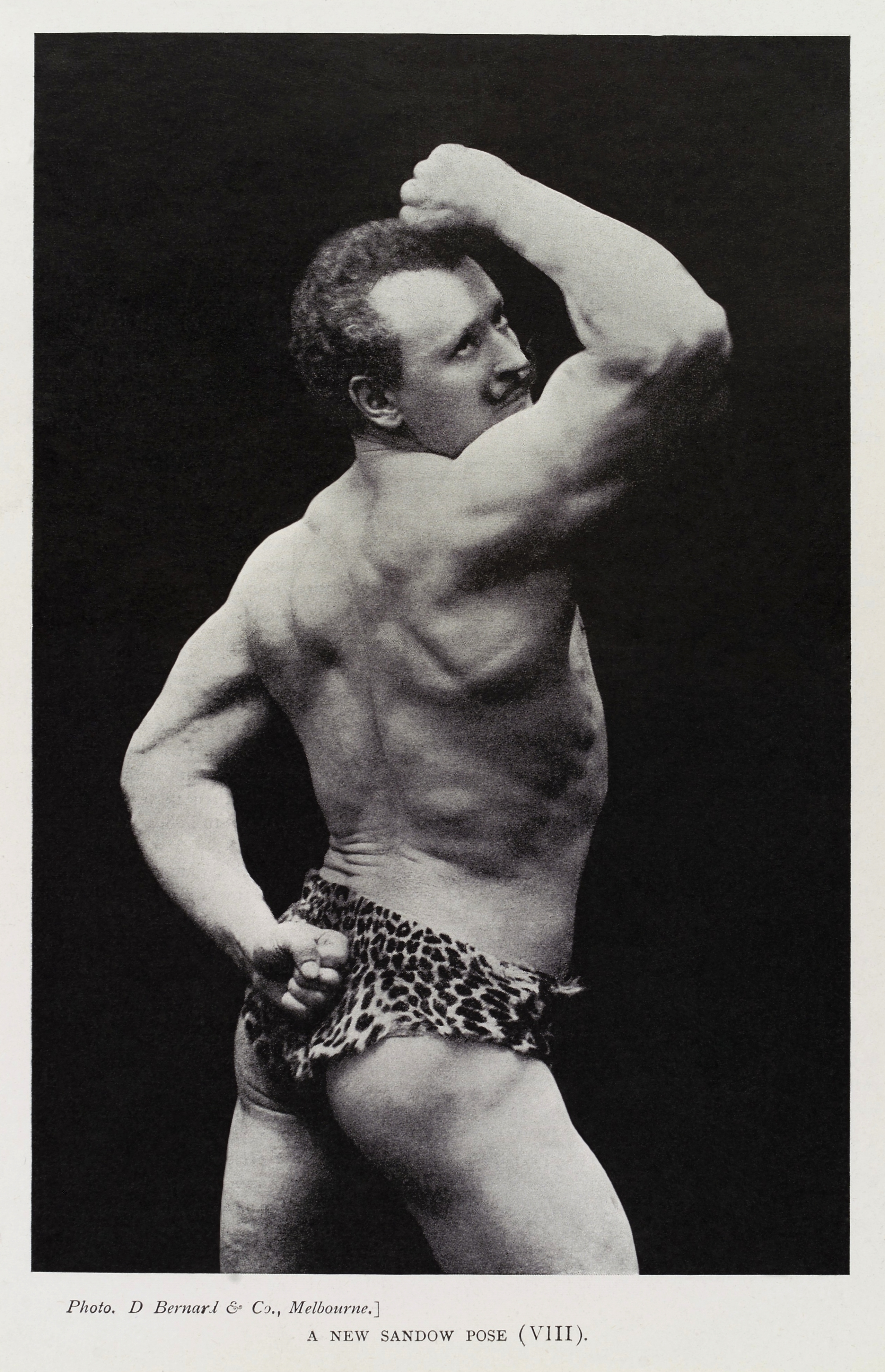
Sandow pózol a Sandow's Magazine of Physical Culture hasábjain (1902)

Angliába visszatérve Sandow saját üzleti vállalkozásokat indított. Többek között létrehozta a Testgyakorló Intézetet (egyfajta edzőtermet, ahol testgyakorlást, súlyzós edzést oktatott és étkezési tanácsokat is adott), számos edzőfelszerelést (egykezes és kétkezes súlyzókat) és terméket népszerűsített. 1898-ban havilapot indított Sandow's Magazine of Physical Culture címmel, 1897 és 1904 között pedig több könyvet is kiadott; az egyik címében már szerepelt a „body-bulding” (testépítés) kifejezés is. 1901-ben ő rendezte meg az első nagyszabású testépítőversenyt a Royal Albert Hallban, ahol a zsűri tagjai között volt Arthur Conan Doyle és Charles Lawes-Wittewronge sportoló-szobrász is.
1906-ban kibérelte a Holland Park Avenue 161-es szám alatti négyemeletes házat, köszönhetően annak a nagylelkű ajándéknak, amelyet Dhunjibhoy Bomanji brit-indiai üzletembertől kapott hálából, amiért Sandow edzőprogramjának köszönhetően jelentősen javult az egészsége. 19 évig lakott itt.
Világkörüli turnéra is indult, ahol a testedzést és az egészséges életmódot népszerűsítette, járt Indiában, Japánban, Dél-Afrikában, Ausztráliában és Új-Zélandon is. 1909-től saját költségén edzette a Nemzetőrségbe, majd az első világháború idején a brit hadseregbe jelentkező önkénteseket.
1911-ben V. György brit király kinevezte a „testgyakorlás professzorává”. Számos termékhez adta a nevét, majd Sandow's Cocoa néven kakaógyárat létesített, ám az üzlet tönkrement, a világháború idején pedig német származása miatt meghurcolták.

## Magánélete és filozófiája

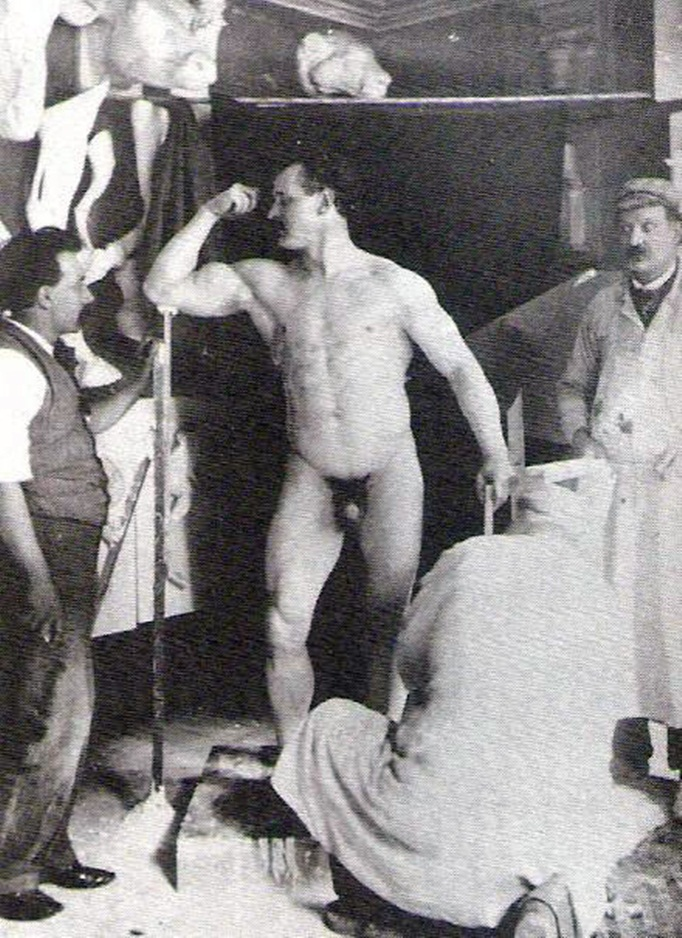
Sandow modellt áll a Natural History Museum szobrához

1896-ban vette feleségül Blanche Brookst, két lányuk született, Helen és Lorraine. Sandow gyakran volt hűtlen a feleségéhez.  Rendkívül hiú ember volt, szerette a tükör előtt nézegetni az izomzatát.
Sandow – korának elvárásai ellenére – a női testedzés szószólója volt, támogatta az ötletet, hogy a nők is edzhessenek és úgy vélte, az edzés nem teszi kevésbé vonzóvá a hölgyeket.
Sandow számos szobrásznak állt modellt, köztük Fredrick W. Pomeroynak is, aki Sandowról mintázta meg azt a szobrocskát, amelyet az első, 1901-es testépítő-versenyen ítéltek oda a győztesnek. 1, Sandow a görög és római szobrok testideáljára törekedett, ehhez a könyveiben ki is dolgozta a pontos test- és izomarányokat, valamint az eléréséhez szükséges edzésprogramot is. 1901-ben ezt az ideált a Natural History Museum is megörökítette, Sandowról gipszöntés segítségével készítettek szobrot, melyet ki is állítottak a múzeumban, mint az európai férfi „tökéletes típusát”. A szobor azonban nem maradt sokáig a múzeumban, a prűd viktoriánus ízlésnek nem felelt meg a teljesen meztelen alkotás. Az 1990-es években Arnold Schwarzenegger elkérte az öntőminták másolatát saját gyűjteményébe.

### Halála

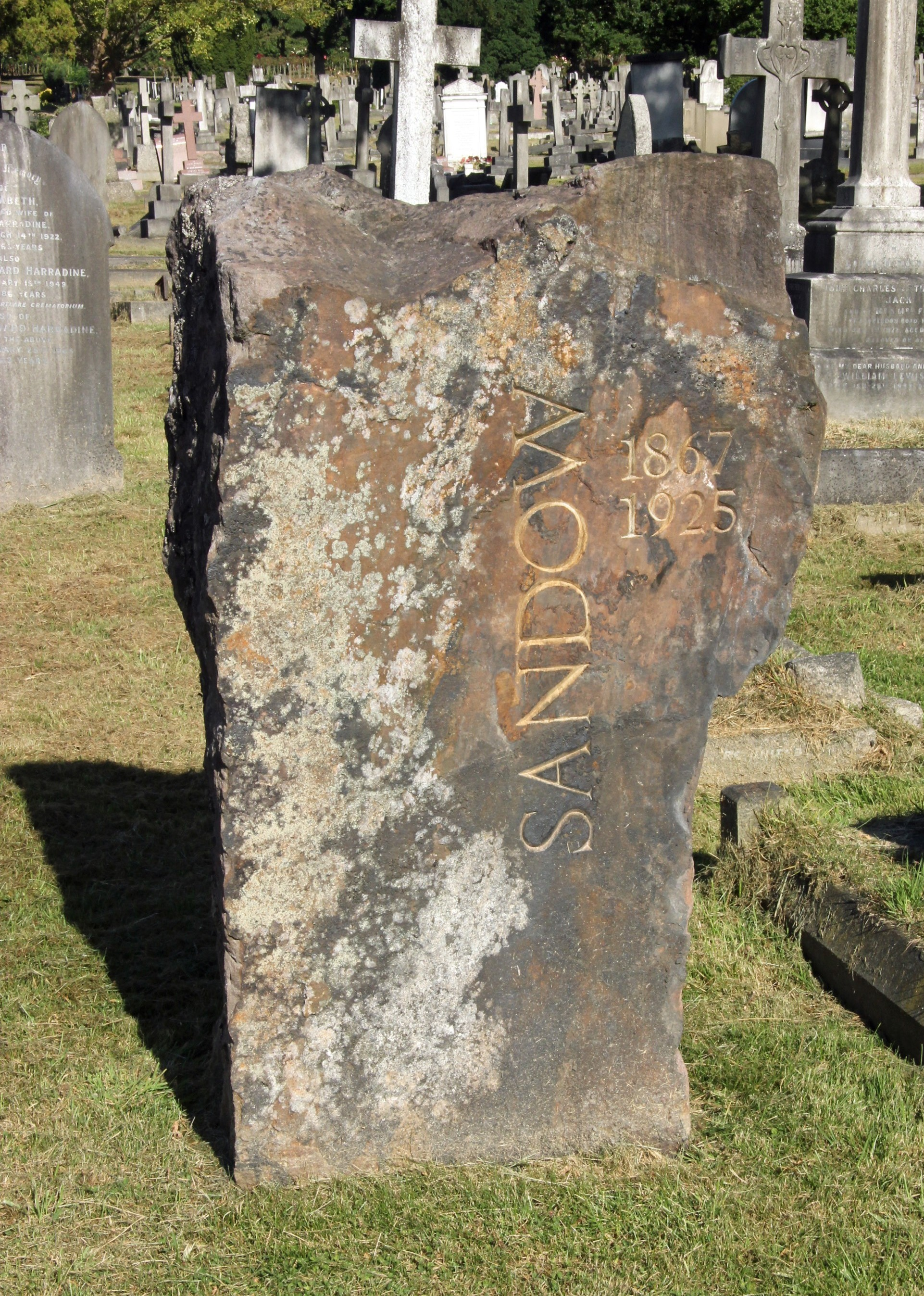
Sandow sírja a Putney Vale Temetőben

Londonban érte a halál 1925. október 14-én, a korabeli lapok beszámolója szerint intracerebrális vérzésben. Úgy tartották, egy korábbi megerőltető  esemény miatt történt, amikor pár évvel korábban egyedül emelte ki autóját az árokból egy balesetet követően. Boncolás nélkül aorta aneurysmát írtak a halotti bizonyítványára.
Sandowt jelöletlen sírba temették a Putney Vale Temetőben, felesége kérésére, aki nem volt hajlandó rendesen eltemettetni, miután férje hűtlen volt hozzá.  2008-ban a sírhelyet Chris Davies, Sandow dédunokája vásárolta meg és a sírkövet lecserélték egy természetes rózsaszínű homokkőre, melyen csupán annyi szerepel: „SANDOW 1867–1925”, a görög sztélék stílusában.

## Hatása és emlékezete

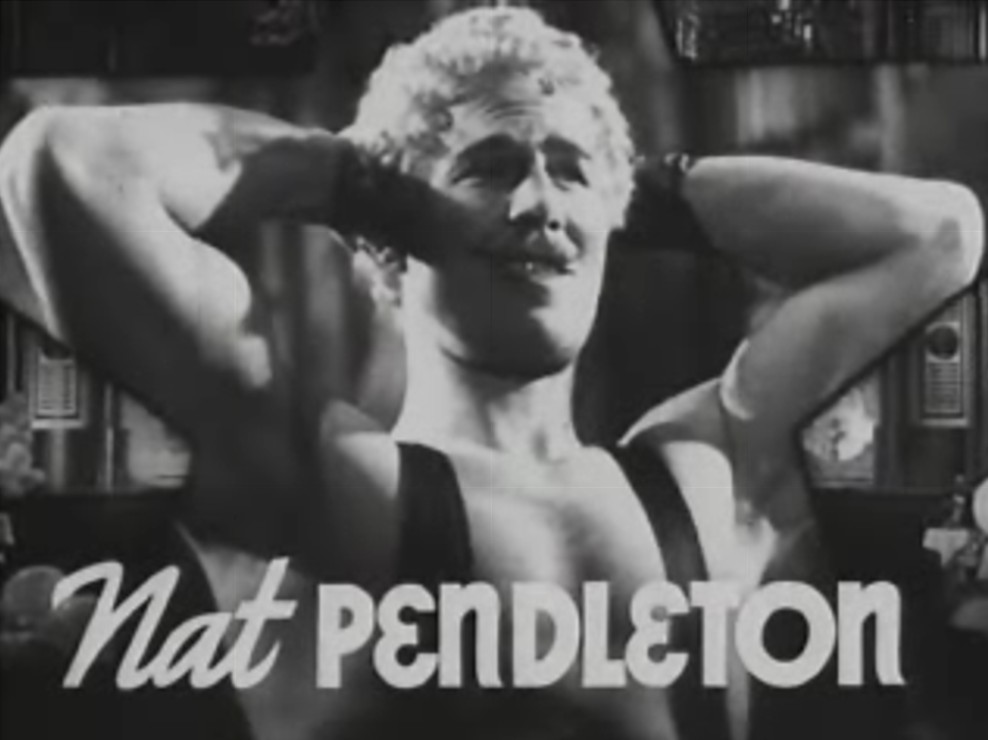
Nat Pendleton mint Eugen Sandow

Testedző és egészséges életmód programja, filozófiája sokakra hatással volt, többek között Theodore Rooseveltre és Arthur Conan Doyle-ra, akivel barátok is voltak.
Sandow 1905-ben járt Indiában, ahol „kulturális hősként” fogadták. Joseph Alter kutató szerint Sandow nagy hatással volt a modern jógára, mint testedzési formára, mely a 20. század elején számos gyakorlatot beépített a testművelésből.
Eugen Sandow bronzszobrát kapja minden évben a Mr. Olympia győztese, 1977 óta. A szobrot Frederick W. Pomeroy készítette.
Sandow 2009-ben kék emléktáblát kapott, melyet a Holland Park Avenue 161 alatti házra helyeztek el, ahol Sandow élt.
Sandow említésre kerül James Joyce 1922-es Ulysses című regényében, a Physical Strength and How to Obtain It by Eugene [sic] Sandow című könyv megtalálható Leopold Bloom könyvespolcán. Sandowt Nat Pendleton alakította az 1936-os A nagy Ziegfeld című filmben. 2013-ban a Louis Cyr című filmben Dave Simard formálta meg.

## Kiadványai
- Sandow's System of Physical Training (1894)
- Sandow on Physical Training (1894)
- Strength and how to Obtain It (1897)
- Sandow's Magazine of Physical Culture (1898–1907)
- Body-Building
- Strength and Health
- The Construction and Reconstruction of the Human Body (1907) [előszó: Arthur Conan Doyle]
- Life is Movement (1919)